# Sid & Al’s Incredible Toons
Sid & Al's Incredible Toon Machine (рус. Мультяшная Чудо-Машина Сида и Ала) — компьютерная игра в жанре головоломка, разработанная компанией «Dynamix» и выпущенная компанией «Sierra Entertainment» в 1993 году. Спустя 2 года вышла обновлённая версия игры под названием The Incredible Toon Machine для Windows.

## Игровой процесс
Данная игра разработана в том же стиле, что и The Incredible Machine, однако, в отличие от предыдущей игры и последующих её дополнений, действие происходит на съёмочной площадке, а не в лаборатории. Сюжет крутится вокруг кота Ала (Al.E.Cat) и мышонка Сида (Sid.E.Mouse) (данные имена представляют собой игру слов от Alley Cat (уличный кот) и City Mouse (городская мышь)), между которыми постоянно происходят разборки (причем часто победителем становится Ал, который съедает мышонка Сида, в том случае, когда между двумя персонажами нет объектов или препятствий). Игра содержит 100 уровней-головоломок и редактор, с помощью которого игрок может сам создать себе головоломку.
Основная цель игры состоит в том, что нужно собрать пазл, проходя уровень за уровнем (с каждым пройденным уровнем одна недостающая часть заполняется).

## Отзывы и критика
| Иноязычные издания       | Иноязычные издания                                       |
| Издание                  | Оценка                                                   |
| ------------------------ | -------------------------------------------------------- |
| Electronic Entertainment | 8/10                                                     |
| Награды                  |                                                          |
| Издание                  | Награда                                                  |
| Computer Gaming World    | Рейтинг самых весёлых игр всех времён (1996), 12-е место |

Electronic Entertainment писал, что «Sid & Al's Incredible Toon Machine совмещает логическую игру и мультяшный стиль»